# Edita Keglerová
Edita Keglerová (* 1973, Rakovník[zdroj?]) je česká cembalistka a pedagožka.

## Životopis
Edita Keglerová se narodila do „muzikantské rodiny“. Otec hrál na trubku a pozoun. Dědeček z matčiny strany hrával na klavír. Od dětství si přála hrát na klavír. Rodiče ji přihlásili do hudební školy. Po ukončení základní školy studovala na plzeňské konzervatoři (obor klavír a cembalo). Na konzervatoři se stala členkou studentského souboru Musica Puellarum. Osvojila si hraní v komorním souboru, ale poznala i hudebníka Jaroslava Krčka, protože do souboru chodila jeho dcera Jaroslava. Seznámila se zde s flétnistkou Julií Branou. Po ukončení studia na konzervatoři zvítězil zájem o „starou hudbu“ a Johanna Sebastiana Bacha. Pokračovala ve studiu hry na cembalo na pražské AMU ve třídě profesorky Giedrė Lukšaitė-Mrázkové. Dále se dva roky vzdělávala u profesora Jacquese Ogga na Královské konzervatoři v Haagu. V roce 2002 obdržela stipendium na Královské hudební akademii v Londýně (pedagogové – Laurence Cummings, Terence Charleston a Carole Cerasi). Během ročního pobytu hrála například v Queen Elizabeth Hall nebo v Monteverdiho Korunovaci Poppey.
V letech 2003 – 2005 působila jako pedagožka na Janáčkově akademii múzických uměmí v Brně. V září 2007 obhájila práci na téma „cembalové dílo Jiřího Antonína Bendy“. Ukončila tak doktorské studium na Hudební akademii múzických umění (AMU) v oboru „Interpretace a teorie interpretace“.
Od roku 2006 byla opakovaně zvána na Letní školu staré hudby v Prachaticích a Mezinárodní letní školu staré hudby ve Valticích jako lektorka hry na cembalo. Od roku 2013 vyučuje obor cembalo na Pražské konzervatoři. Učí také na Gymnáziu a Hudební škole hlavního města Prahy a na Gymnáziu Jana Nerudy pro třídy s hudebním zaměřením v Praze.
V létě roku 2015 se zasloužila o založení Hudebních kurzů ve Vrchlabí.

### Umělecká tvorba
Společně s flétnistkou Julií Branou založila v roce 2004 soubor Accento. Spolupracuje s hudebním vydavatelstvím Supraphon a ArcoDiva. Ve vydavatelství ARTA Records jí vyšel komplet cembalových koncertů J. A. Bendy (společně s komorním souborem Hipocondria ensemble houslisty Jana Hádka).
Jako sólistka i jako komorní hráč spolupracuje s českými komorními orchestry. Patří mezi členy komorních souborů, které se zaměřují na interpretaci staré hudby jako je Barocco sempre giovane, Pražský barokní soubor, Capella Regia nebo Hipocondria Ensemble. Koncertuje s nimi v České republice i v zahraničí.
Účastnila se mnoha českých i zahraničních festivalů (Smetanova Litomyšl, Klášterní hudební slavnosti Šumperk, Festival komorní hudby Český Krumlov, Hudební festival Antonína Dvořáka Příbram, Festival Dvořákova Olomouc, Česko německé kulturní dny, Festival de Musique Ancienne de Hyères – Francie, Mezinárodní hudební festival Mitte Europa – Německo,...). Vystupovala v Londýně, Berlíně, Drážďanech, Tokiu. Účinkuje v Českém rozhlase i v České televizi.
Sólové recitály většinou zaměřuje tematicky, jako příklad lze uvést „Barokní Vídeň“ nebo „ Hudbu francouzského dvora“. Na jaře v roce 2015 podnikla koncertní turné společně s violoncellistou Tomášem Hurníkem, maďarským houslistou Szabolcsem Illesem a anglickou houslistkou Philippou Lodge po Novém Zélandu.

### Ocenění
- 1997 – První cena a Zvláštní cena nakladatelství Bärenreiter za nejlepší historicky poučenou interpretaci skladby na Mezinárodní soutěži pro dva klávesové nástroje v belgických Bruggách[7]
- 2000 – „Honorable mention“ z Mezinárodní cembalové soutěže v Bruggách[5]